# Grande mosquée de Sfax
La grande mosquée de Sfax est une mosquée tunisienne, située en plein cœur de la médina de Sfax.

## Histoire
Le bâtiment initial de la mosquée est construit vers 850, à l'époque aghlabide. L'édifice connaît par la suite plusieurs remaniements : embelli à l'époque ziride (vers 988), il est sensiblement modifié au XIIe siècle, avant de retrouver au XVIIIe siècle ses dimensions originales à la suite d'une campagne de travaux considérable,.

## Architecture
La mosquée, qui occupe une position centrale au sein de la médina, dessine un rectangle assez déformé.

### Extérieur

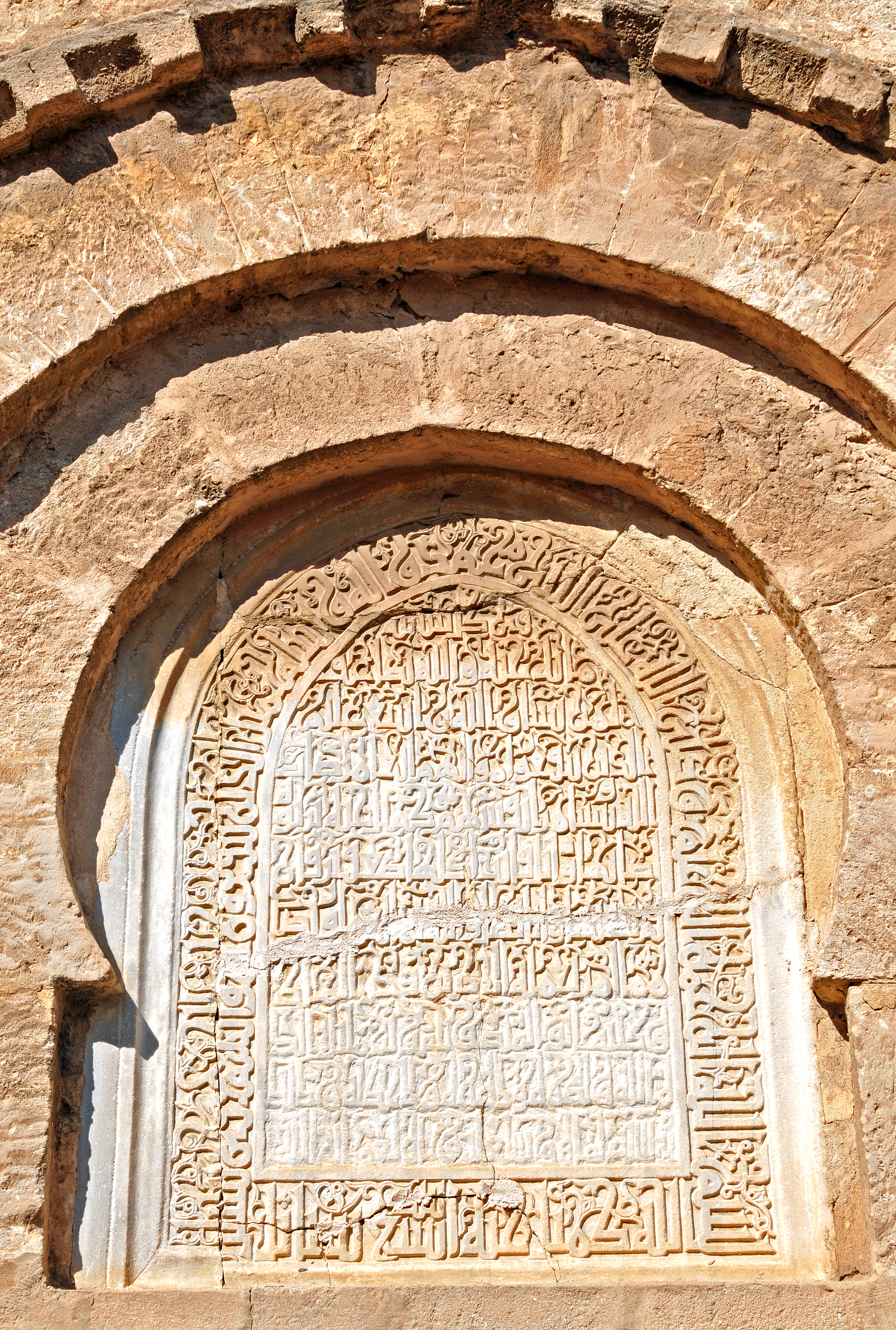
Inscription sur la façade orientale

La façade orientale, soigneusement décorée, est caractérisée par la présence de plusieurs portes et fenêtres surmontées d'arcs en fer à cheval à triple voussure. Des niches creuses occupent les parties hautes. Tous ces éléments sont soulignés et unifiés par une corniche dentelée. Deux inscriptions en graphie coufique se trouvent sur la façade orientale : l'une d'elles sculptée en relief, datée de 988, est située au niveau de la troisième fenêtre en partant de l'angle de la qibla ; l'autre inscription, datée de 1085, est localisée au niveau du tympan de la dernière porte en partant de l'angle de la qibla.
La parenté de cette façade avec celle de la mosquée Sidi Ali Ammar à Sousse (milieu du IXe siècle-début du Xe siècle), ainsi qu'avec celle de la qoubba Bin al-Qhaoui (également à Sousse, XIe siècle) est grande. On peut aussi trouver ce type de décor sur le minaret de la Kalâa des Béni Hammad (vers 1007-1008) et sur les façades des mosquées cairotes d'al-Hakîm (vers 990) et d'al-Aqmâr (vers 1125).
Au-dessus du linteau de l'une des fenêtres se trouve une plaque de marbre byzantine remployée ; elle représente deux paons, aujourd'hui mutilés, qui s'affrontent de part et d'autre d'un panier d'où s'échappent des rinceaux. L'entrée dans le sanctuaire se fait actuellement par une porte latérale située sur le côté nord.

### Cour
La cour intérieure de la mosquée, relativement de petites dimensions, est entourée sur les quatre côtés par des galeries à piliers cruciformes portant des arcs outrepassés et brisés. Des colonnes accostent les piliers et rehaussent la sobre élégance de l'ensemble. Les galeries sont couvertes de voûtes d'arêtes séparées par des doubleaux en fer à cheval. Celle du côté sud de la cour se distingue par un porche en saillie coiffé d'une coupole dont la calotte est directement placée sur la base carrée, défoncée par quatre niches aux angles.

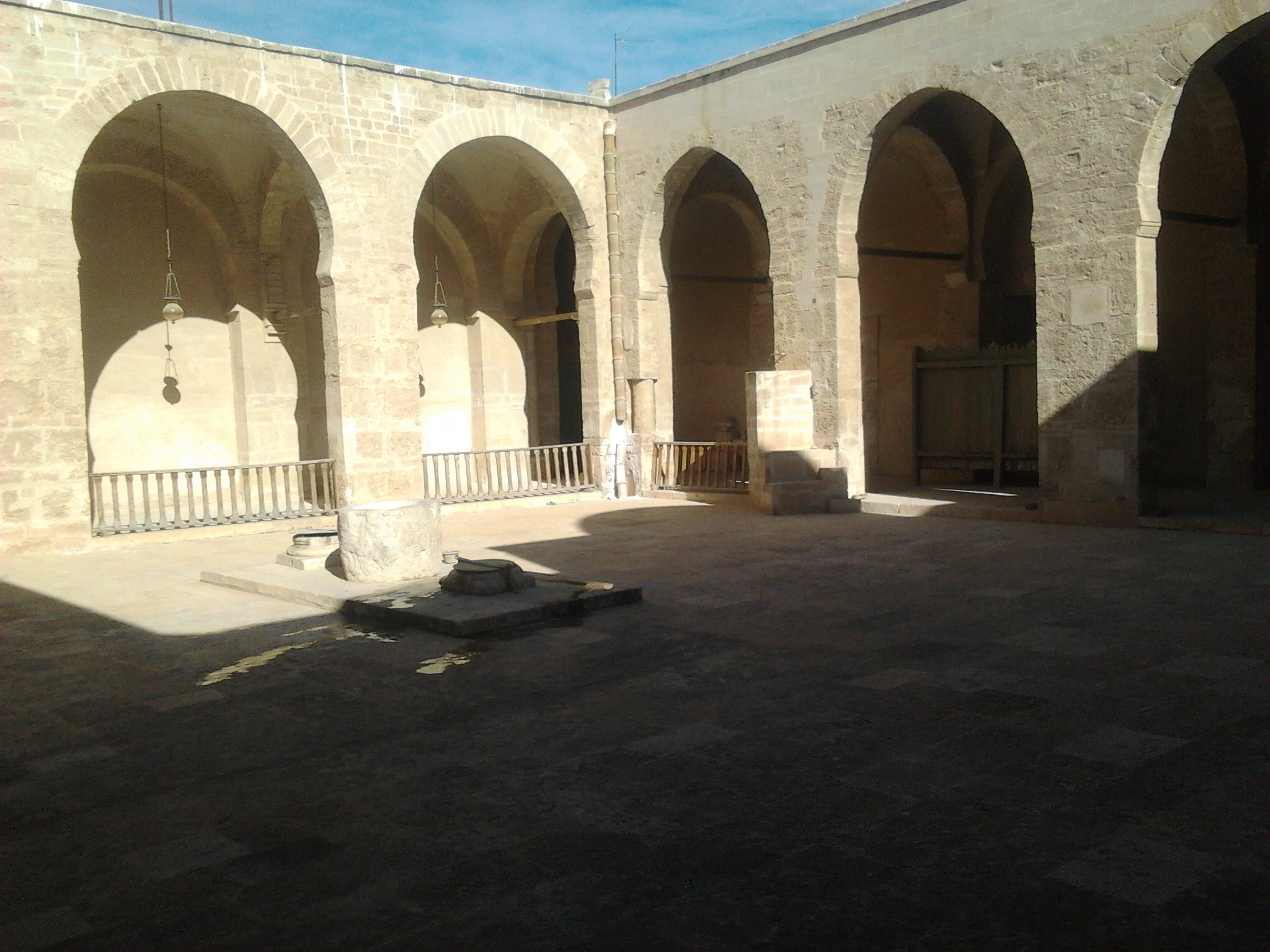
Vue de la cour
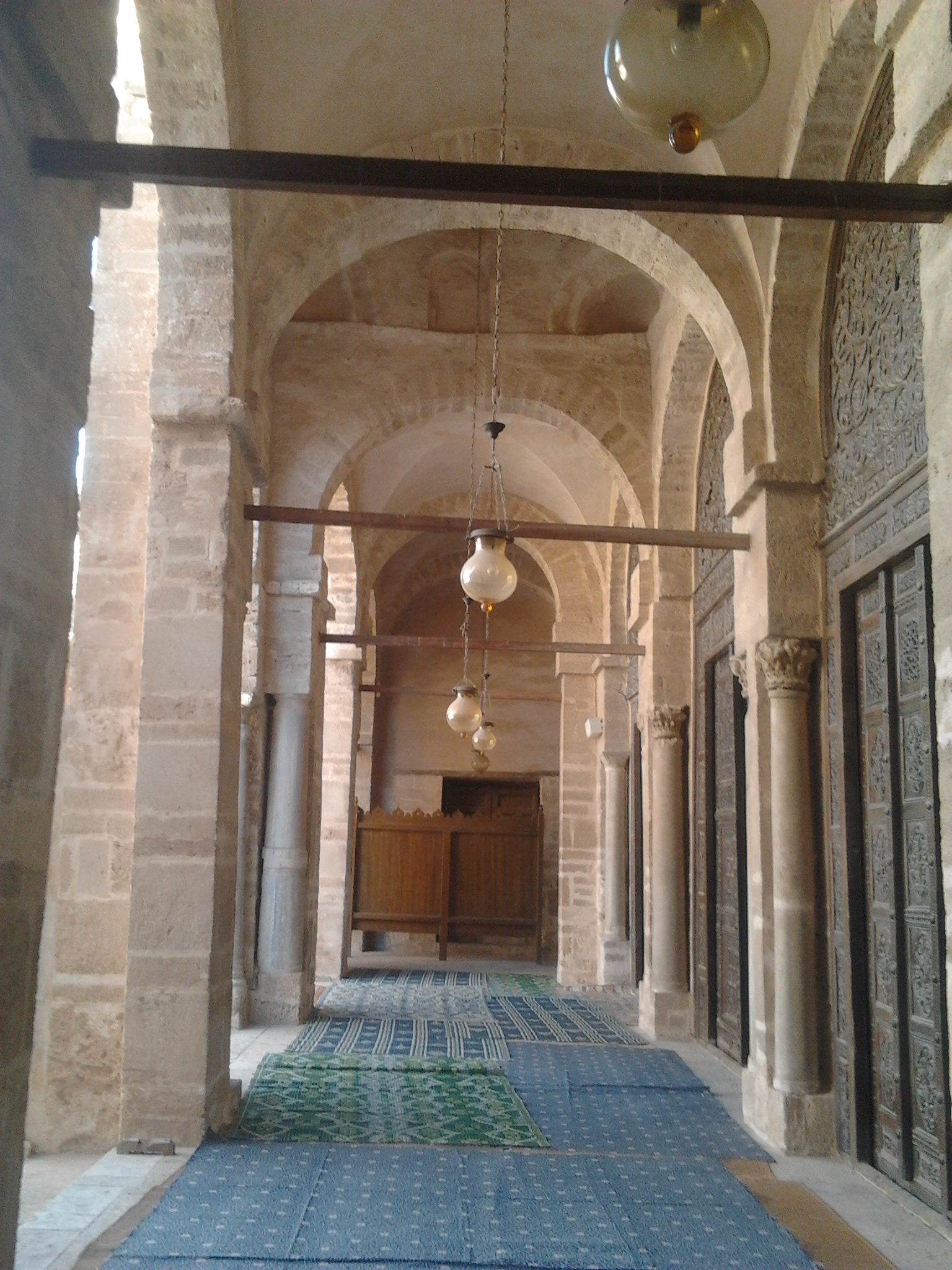
Vue intérieure de l'une des galeries entourant la cour
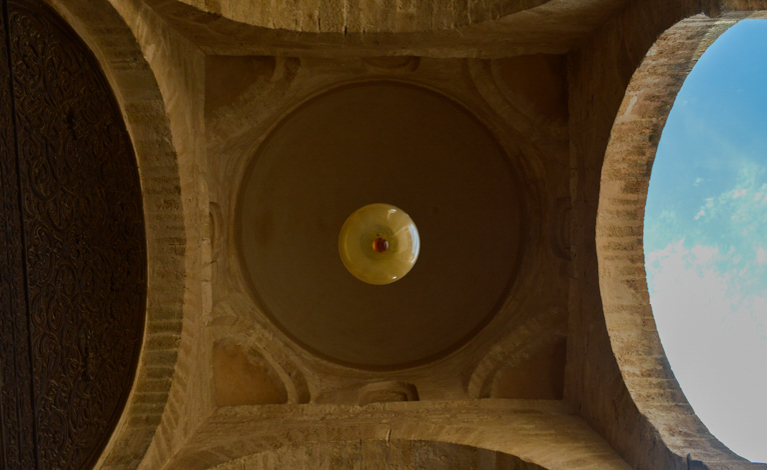
Vue en contre-plongée du toit de la cour

### Minaret
À l'angle nord-ouest de l'édifice se dresse le minaret. De base carrée, il est construit en pierre taillée, de petit appareil avec chaînages d'angles en appareil plus gros, et formé de deux tours superposées et d'un lanternon. La hauteur du minaret atteint les quinze mètres. Son allure rappelle le minaret de la grande mosquée de Kairouan, dont il se différencie par le raffinement de sa façade constituée d'une rangée de disques surmontée par une splendide écriture coufique fleurie se terminant par des moellons découpés en fleurons à cinq lobes. Des sondages permettent d'affirmer que le minaret originel d'époque aghlabide a été enrobé dans la chape de maçonnerie sculptée à l'époque fatimo-ziride.

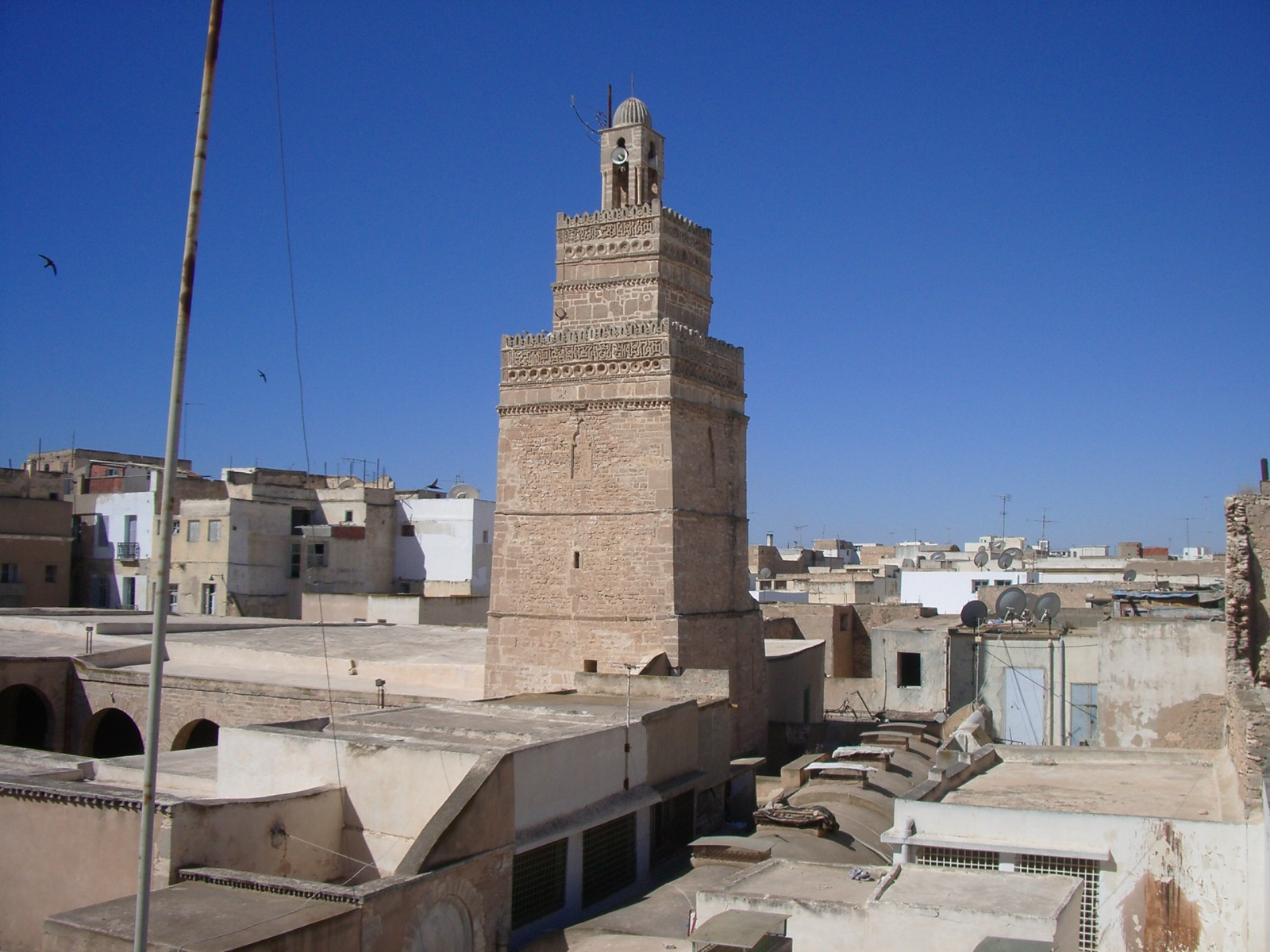
Vue du minaret
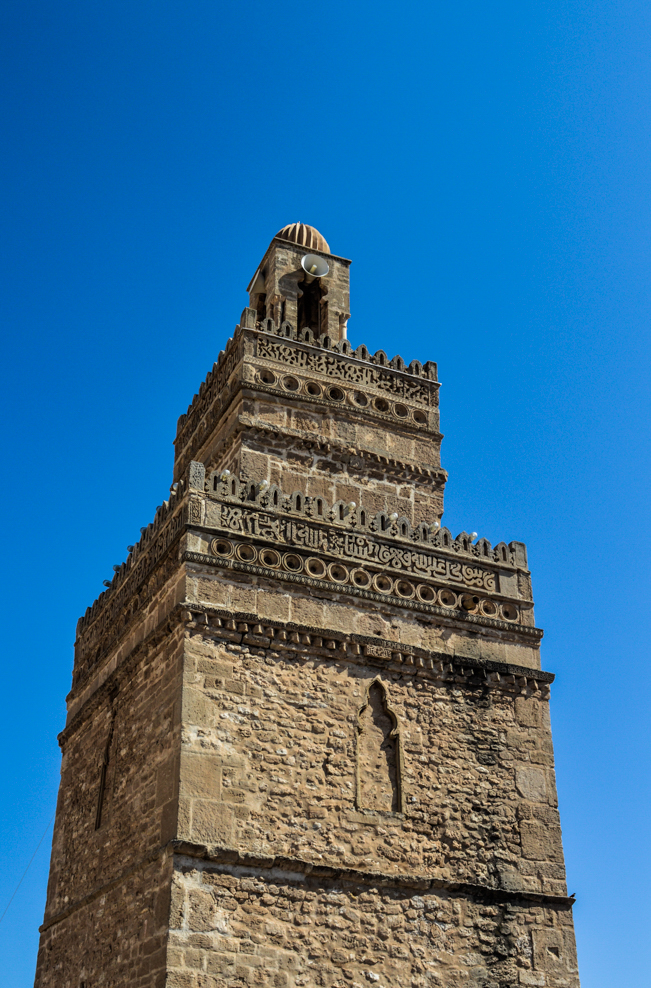
Gros plan sur le minaret
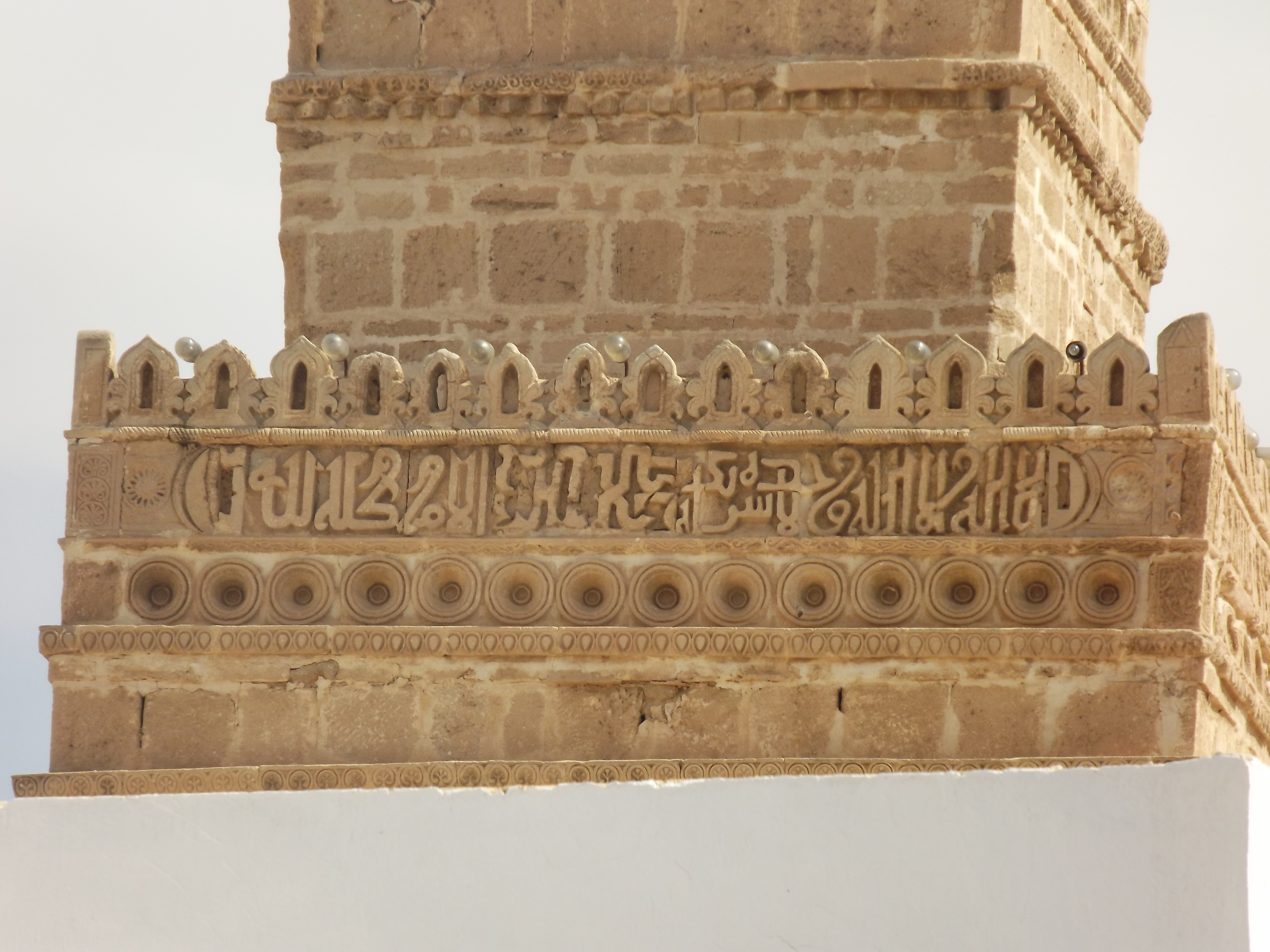
Détail de la décoration du minaret
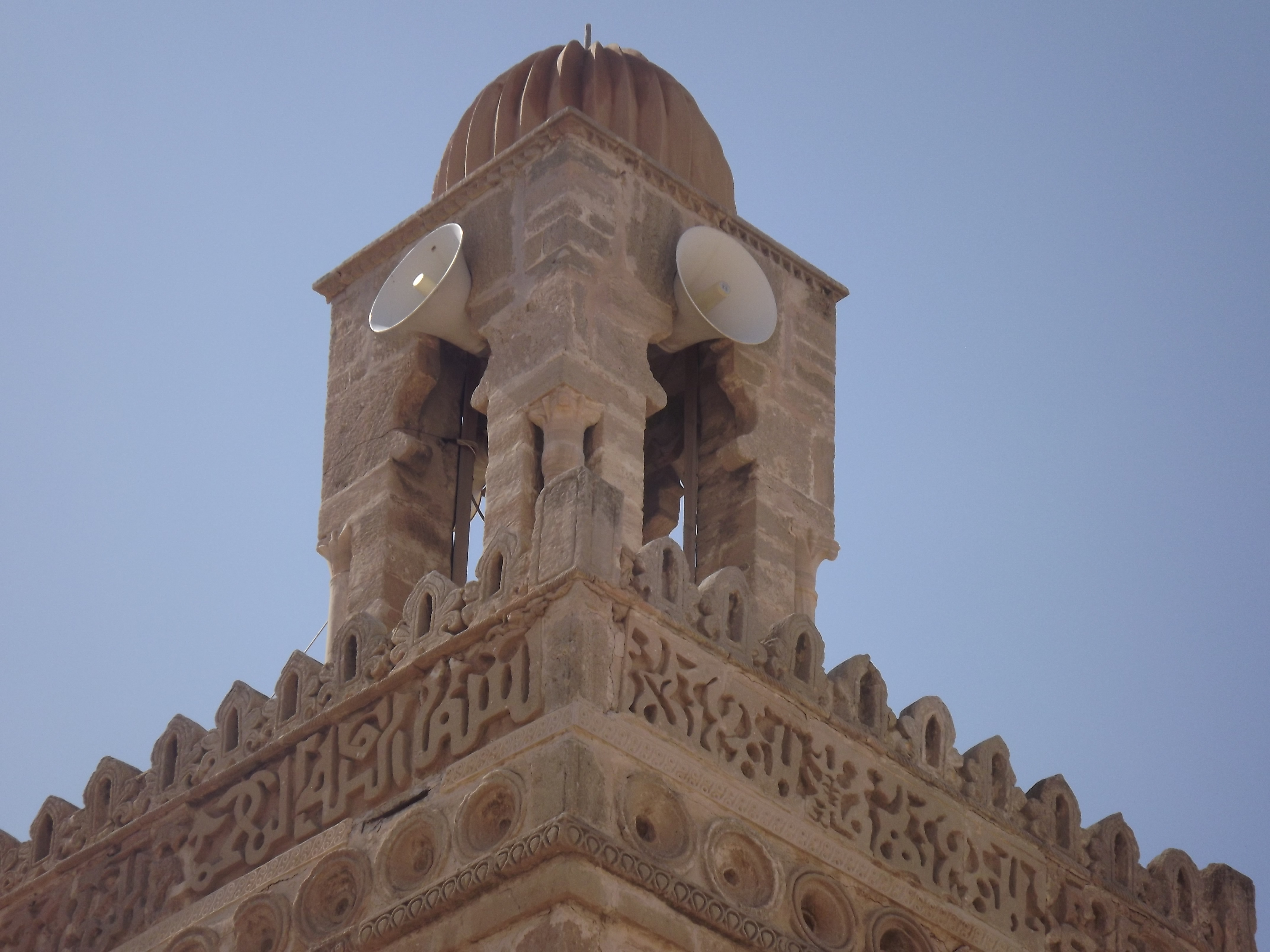
Sommet du minaret

### Salle de prière

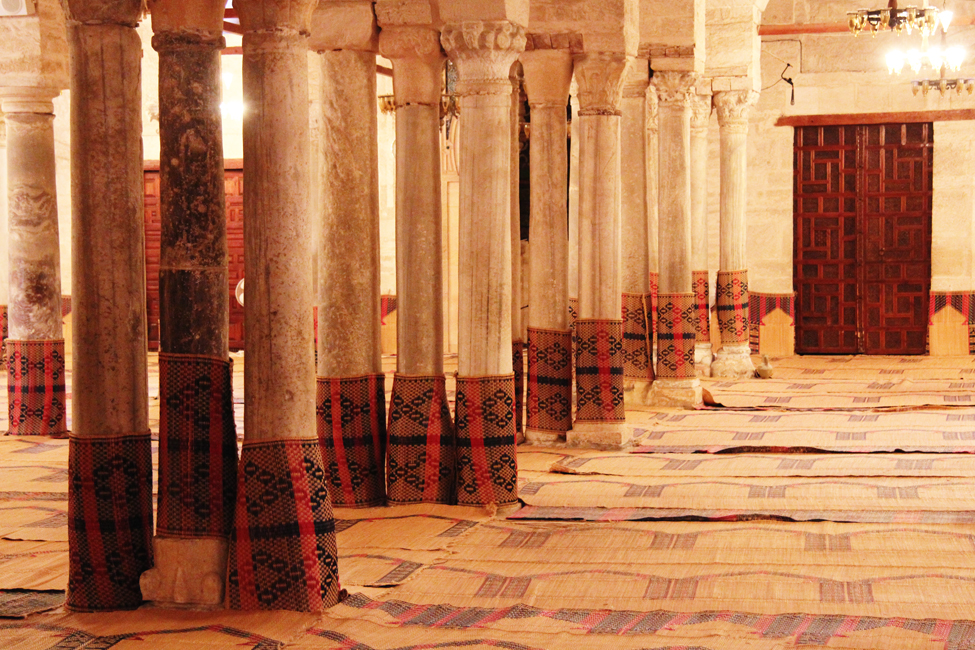
Colonnes de la salle de prière

On passe de la cour à la salle de prière par des portes en bois sculpté. La salle, qui épouse un plan très original en forme d'équerre, date dans sa forme actuelle de l'époque ottomane ; sa partie ouest a été récupérée sur une partie de la cour d'origine,.
La salle de prière, constituée de neuf nefs, est entièrement couverte de voûtes d'arêtes que portent des arcs outrepassés, bandés dans les deux sens et s'appuyant sur des colonnes de marbre à chapiteaux antiques. La nef centrale est plus grande que les autres, à l'exemple du modèle kairouanais. Néanmoins, une coupole, du même genre que celle de la cour et se trouvant dans son prolongement, occupe actuellement une position désaxée ; elle coiffe le mihrab. Ce dernier, dont la décoration date de la période husseinite (XVIIIe siècle), se caractérise par une inscription qui surmonte des niches à fond circulaire.

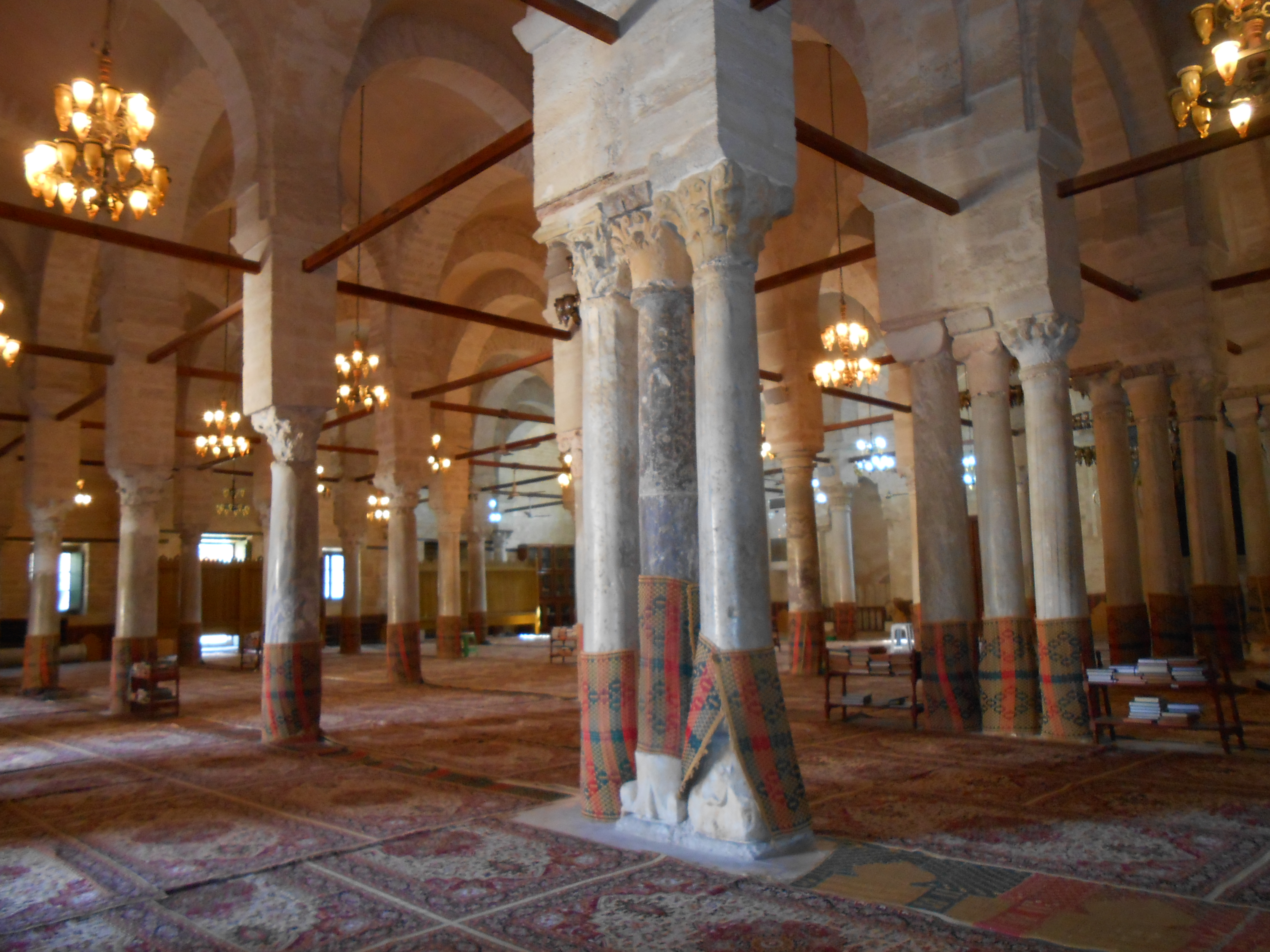
Vue intérieure de la salle de prière
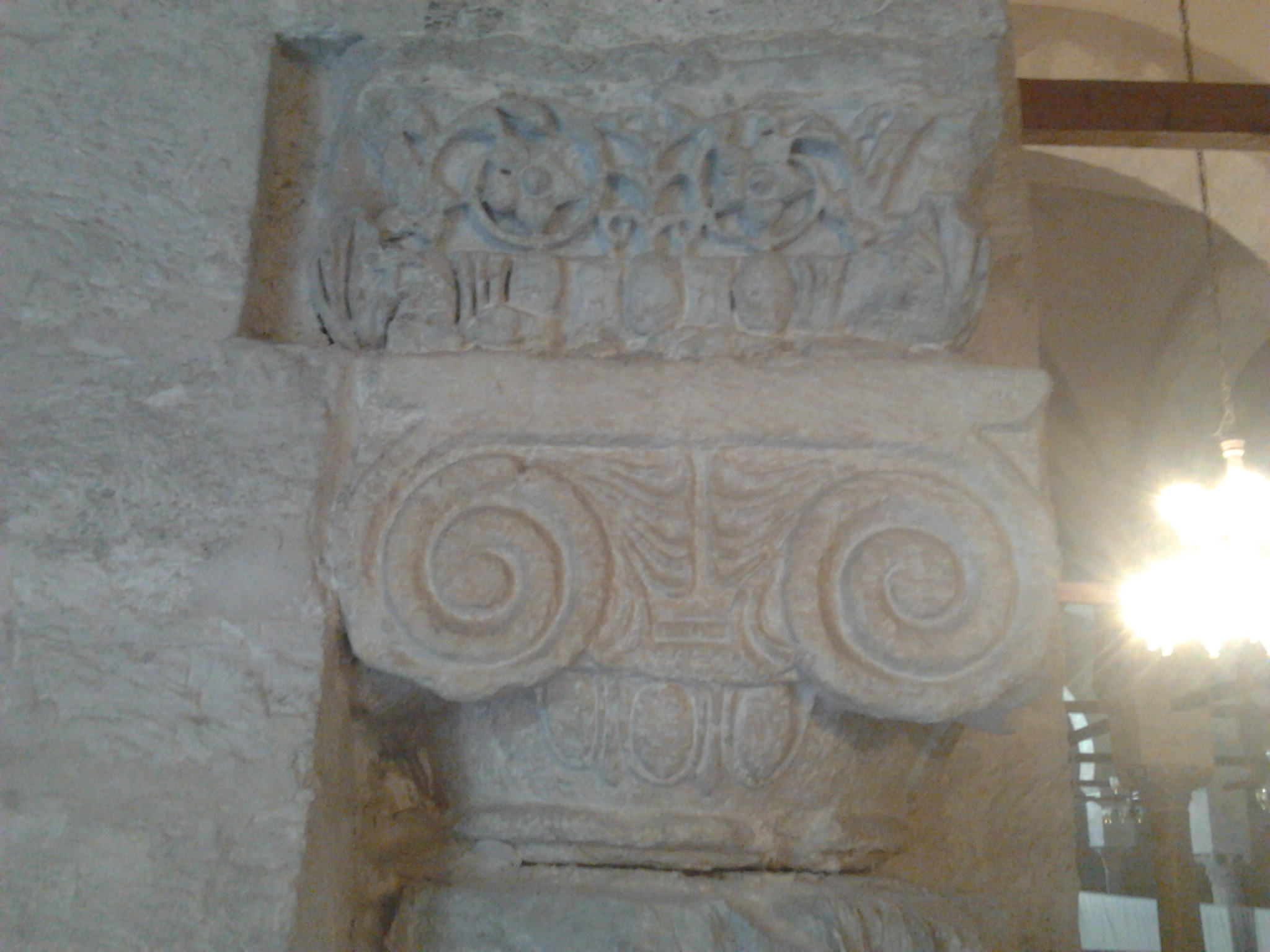
Gros plan sur un chapiteau antique de la salle de prière
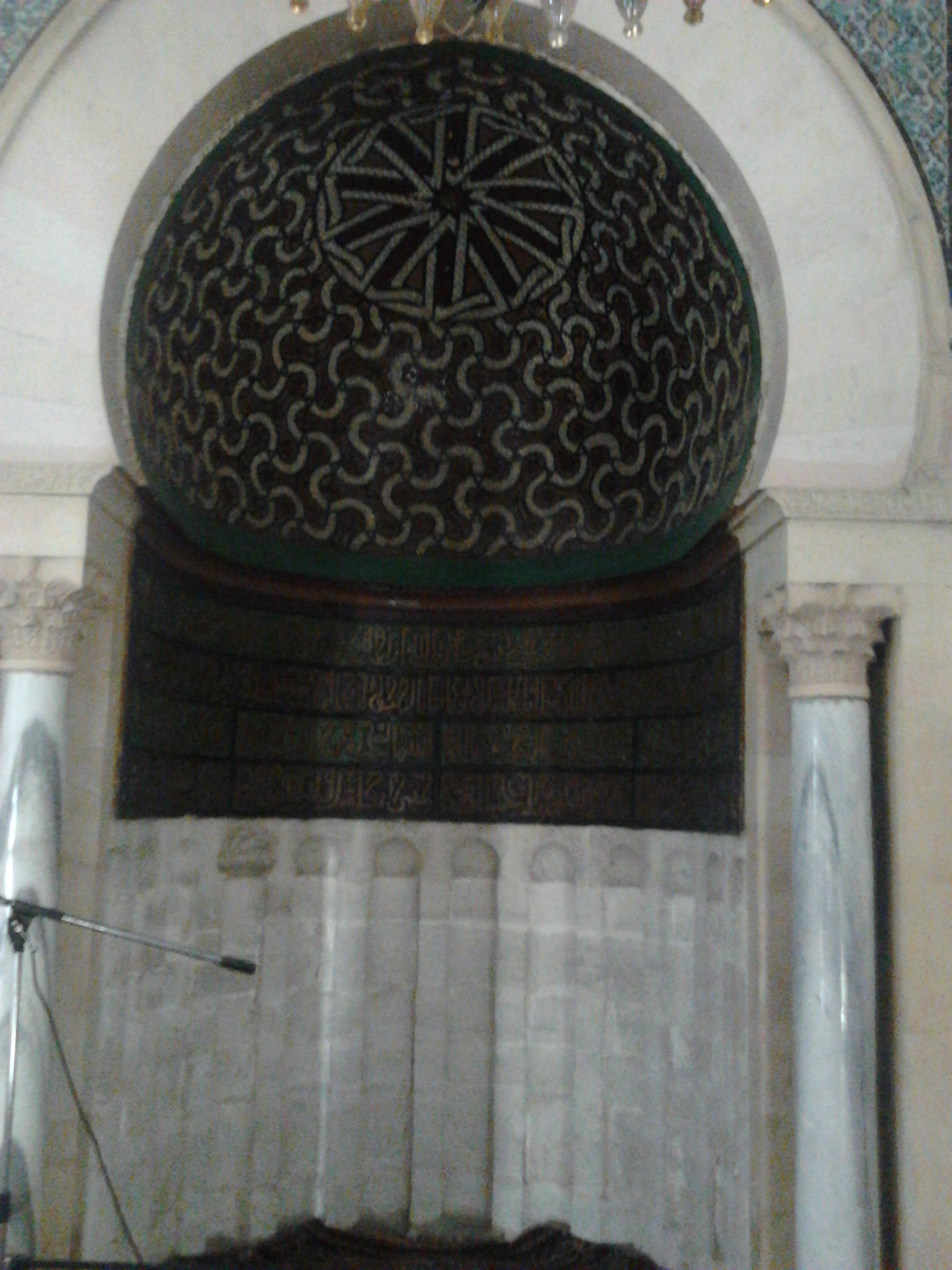
Gros plan sur le mihrab
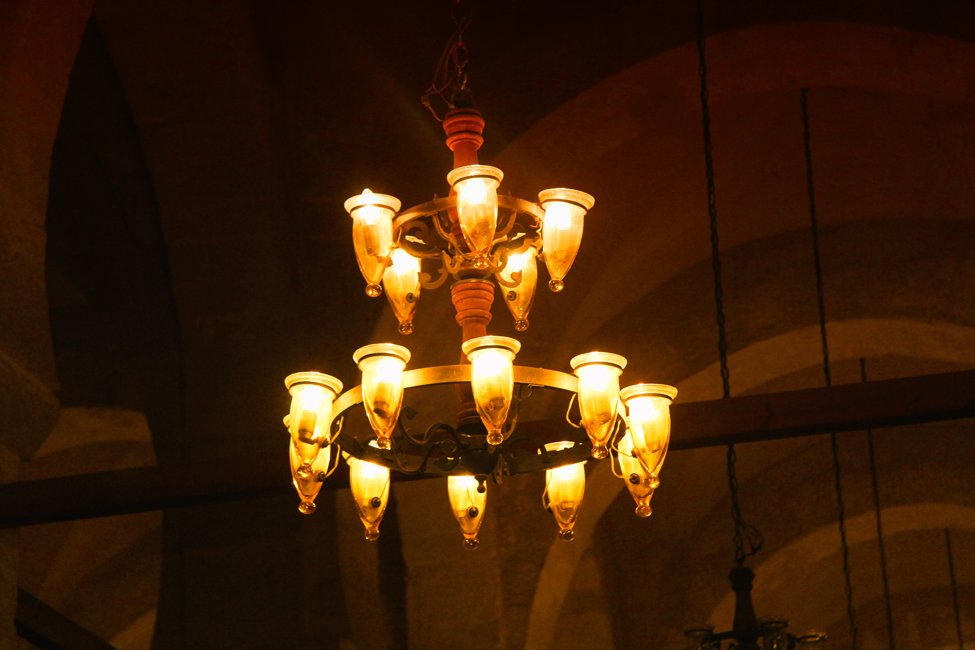
Gros plan sur un lustre illuminé de la salle de prière
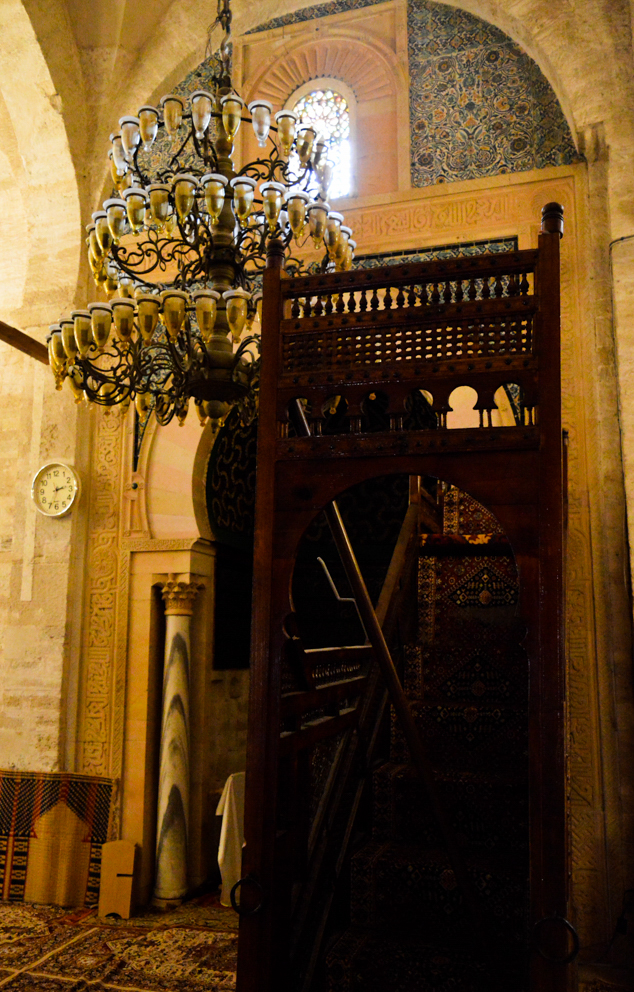
Minbar de la mosquée